# Santa Sofia
Pour les articles homonymes, voir Santa Sofia (homonymie).
Santa Sofia est une commune de la province de Forlì-Cesena dans l'Émilie-Romagne en Italie. Ses habitants s'appellent les Santasofiesi.

## Géographie
Santa Sofia se trouve sur le fleuve Bidente, sur la route S310 qui mène de Forlì en Toscane. Le climat est océanique avec des étés tempérés. La montagne Monte Crocetta est à 2,1 km de distance de la ville. La forêt Campigna est réputée pour ses magnifiques paysages de sapins.

## Histoire
Le Saint Patron de cette commune est Santa Lucia.
Cette ville se répartissait sur les deux bords de son fleuve et portait deux noms jusqu'en 1924, pour séparer les deux parties : Santa Sofia était sur la rive gauche et Mortano sur la rive droite.
Parmi les principaux monuments et vestiges, on compte :
- la Piazza Matteotti ;
- le Palazzo Communale ;
- la Tour Civique ;
- le Palazzo Giorgi du XVIIe siècle, de style baroque ;
- l'église paroissiale Santa Lucia ;
- la Tour du Donjon ;
- Saint Heller[3].

## Culture
Le Musée d'Art contemporain « Vero Stoppioni » a une collection permanente d'œuvres de mouvements divers, notamment de Mattia Moreni (1920-1999), exposée dans la galerie.
La Galerie D'art est reliée au Parc de sculptures extérieures, qui regroupent des œuvres d'artistes de notoriété mondiale, ce qui crée un lien entre l'art et l'environnement.
Santa Sofia compte aussi des objets d'art naturels, qui font partie du parc national des forêts du Casentino, Monte Falterona, Campigna.

## Événement commémoratif
Le prix Campigna, qui a lieu en automne, récompense chaque année une peinture d'art contemporain depuis 1955. L'ouvre est ensuite exposée à la Galerie d'Art contemporain.

## Fêtes, foires
Une fanfare, dont l’histoire remonte à plus de 150 ans, est une festivité chaque année.
Ce festival de Musiciens ambulants a lieu le 15 août dans les rues de Santa Sofia où on trouve des acrobates artistes de rue et des professionnels.

## Administration
| Période                                  | Période  | Identité       | Étiquette | Qualité |
| ---------------------------------------- | -------- | -------------- | --------- | ------- |
| 16 juin 2004                             | En cours | Flavio Foietta |           |         |
| Les données manquantes sont à compléter. |          |                |           |         |

### Hameaux
Berleta, Biserno, Burraia, Cabelli, Campigna, Camposonaldo, Chalet Burraia, Collina di Pondo, Corniolo, Isola, Monte Falco Rifugio La Capanna, Rifugio La Capanna, San Martino, Spinello

### Communes limitrophes
Bagno di Romagna, Civitella di Romagna, Galeata, Pratovecchio, Premilcuore, San Godenzo, Sarsina, Stia